# El gordo y la flaca
El Gordo y la Flaca es un programa de televisión estadounidense de habla hispana de la cadena Univision. El primer programa se emitió el 21 de septiembre de 1998 y es presentado por Raúl de Molina (alias "El Gordo"), Lili Estefan (alias "La Flaca") y Clarissa Molina, reina de Nuestra Belleza Latina 2016.
"El Gordo" de Molina es con frecuencia irreverente en su actitud que es equilibrada de manera más recatada por "La Flaca". El programa combina entrevistas con actores, músicos y otras celebridades, con los informes sobre sus idas y venidas. 
El programa es transmitido de lunes a viernes en la cadena de televisión Univision. Se graba en los estudios de la cadena en Miami, Florida.

## Elenco
- Raúl de Molina - presentador
- Lili Estefan - presentadora
- Clarissa Molina - presentadora
- Roberto Hernández - presentador y reportero
- Tanya Charry - reportera
- Jordi Martín - reportero y paparazzi
- Oscar Petit - reportero
- Daniela di Giacomo - fashionista
- Gelena Solano - corresponsal en Nueva York
- Paloma Almonte - corresponsal en la República Dominicana
- Santiago Sposato - corresponsal en Buenos Aires

Otros presentadores que van al programa son artistas, actores y conductores en calidad de invitados especiales.